# فاکتوریل‌های صعودی و نزولی
در ریاضیات، فاکتوریل نزولی، (به انگلیسی: Descending Factorial) (اسامی دیگر فاکتوری سقوط کننده، ضرب دنباله‌ای سقوط‌کننده، یا فاکتوریل تحتانی) به صورت این چندجمله‌ای تعریف می‌گردد:
{\displaystyle (x)_{n}=x^{\underline {n}}=x(x-1)(x-2)\cdots (x-n+1)=\prod _{k=1}^{n}(x-k+1)=\prod _{k=0}^{n-1}(x-k).}
همچنین فاکتوریل صعودی (به انگلیسی: Ascending Factorial) (نام‌های دیگر: فاکتوریل بالارونده، چندجمله‌ای پوکهامر، فاکتوریل بالارونده، ضرب دنباله‌ای بالارونده، یا فاکتوریل فوقانی) نیز به این صورت تعریف می‌گردد:
{\displaystyle x^{(n)}=x^{\overline {n}}=x(x+1)(x+2)\cdots (x+n-1)=\prod _{k=1}^{n}(x+k-1)=\prod _{k=0}^{n-1}(x+k).}
هرگاه {\displaystyle n=0} باشد (حاصلضرب تهی)، مقدار هرکدام از این فاکتوریل‌ها را ۱ فرض می‌کنند. این نمادها را جمعاً توان‌های فاکتوریل می‌نامند.
نماد پوکهامر (Pochhammer Symbol) که توسط لئو آگوست پوکهامر معرفی شد، دارای نماد {\displaystyle (x)_{n}} بوده که در آن n عدد صحیح نامنفی است. ممکن است این نماد در کتب و مقالات مؤلفان مختلف، بسته به قراردادهای بکار رفته توسط آن‌ها، در مواردی نمایانگر فاکتوریل نزولی، و در موارد دیگر نمایانگر فاکتوریل صعودی باشد. در حقیقت خود پوکهامر از این نماد برای معنای دیگری، یعنی ضریب دوجمله‌ای {\displaystyle {\tbinom {x}{n}}} استفاده نمود.
در این مقاله، نماد {\displaystyle (x)_{n}} را جهت نمایش فاکتوریل نزولی و نماد {\displaystyle x^{(n)}} را جهت نمایش فاکتوریل صعودی به کار می‌بریم. این قراردادها در ترکیبیات استفاده شده‌اند، گرچه نمادگذاری دونالد کنوث، یعنی {\displaystyle x^{\underline {n}},x^{\overline {n}}} برای این اشیاء ریاضیاتی به‌طور فزاینده ای در حال معروف شدن می‌باشند. در نظریه توابع خاص (به خصوص توابع فوق‌هندسی) و در مرجع استاندارد Aabramowitz and Stegun، از نماد پوکهامر {\displaystyle (x)_{n}} جهت نمایش فاکتوریل صعودی استفاده شده‌است.
هنگامی که x عدد صحیح مثبتی باشد، {\displaystyle (x)_{n}} تعداد n-جایگشت‌های یک مجموعه x عضوی را می‌دهد، یا به‌طور معادل تعداد توابع یک‌به‌یک از مجموعه‌ای به اندازه n به مجموعه‌ای به اندازه x. همچنین، {\displaystyle (x)_{n}} «تعداد طرقی است که n پرچم را می‌توان در x سوراخ پرچم» آرایش داد، به طوری که تمام پرچم‌ها باید استفاده شود و هر سوراخ پرچم می‌تواند حداکثر یک پرچم داشته باشد.

## ارجاعات
1. 1 2  Steffensen, J. F. (17 March 2006), Interpolation (2nd ed.), Dover Publications, p. 8, ISBN 0-486-45009-0 (A reprint of the 1950 edition by Chelsea Publishing Co.)
2. 1 2  Knuth. The Art of Computer Programming. Vol. Vol. 1 (3rd ed.). p. 50. {{cite book}}: |volume= has extra text (help)
3. ↑  Knuth, Donald E. (1992), "Two notes on notation", American Mathematical Monthly, 99 (5): 403–422, arXiv:math/9205211, doi:10.2307/2325085, JSTOR 2325085, S2CID 119584305. The remark about the Pochhammer symbol is on page 414.
4. ↑  Olver, Peter J. (1999). Classical Invariant Theory. Cambridge University Press. p. 101. ISBN 0-521-55821-2. MR 1694364.
5. ↑  Harris; Hirst; Mossinghoff (2008). Combinatorics and Graph Theory. Springer. Ch. 2. ISBN 978-0-387-79710-6.
6. ↑  Handbook of Mathematical Functions with Formulas, Graphs, and Mathematical Tables. p. 256.
7. ↑  A useful list of formulas for manipulating the rising factorial in this last notation is given in Slater, Lucy J. (1966). Generalized Hypergeometric Functions. Cambridge University Press. Appendix I. MR 0201688.
8. ↑  Feller, William. An Introduction to Probability Theory and Its Applications. Vol. Vol. 1. Ch. 2. {{cite book}}: |volume= has extra text (help)

- مشارکت‌کنندگان ویکی‌پدیا. «Falling and Rising Factorials». در دانشنامهٔ ویکی‌پدیای انگلیسی، بازبینی‌شده در ۲۱ مهٔ ۲۰۲۱.